# Ooglapje

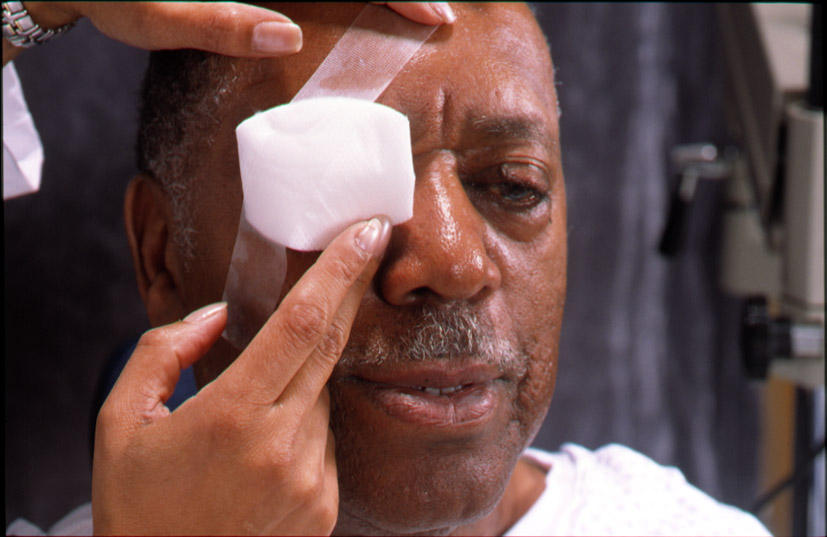
Patiënt met oogverband na een operatie

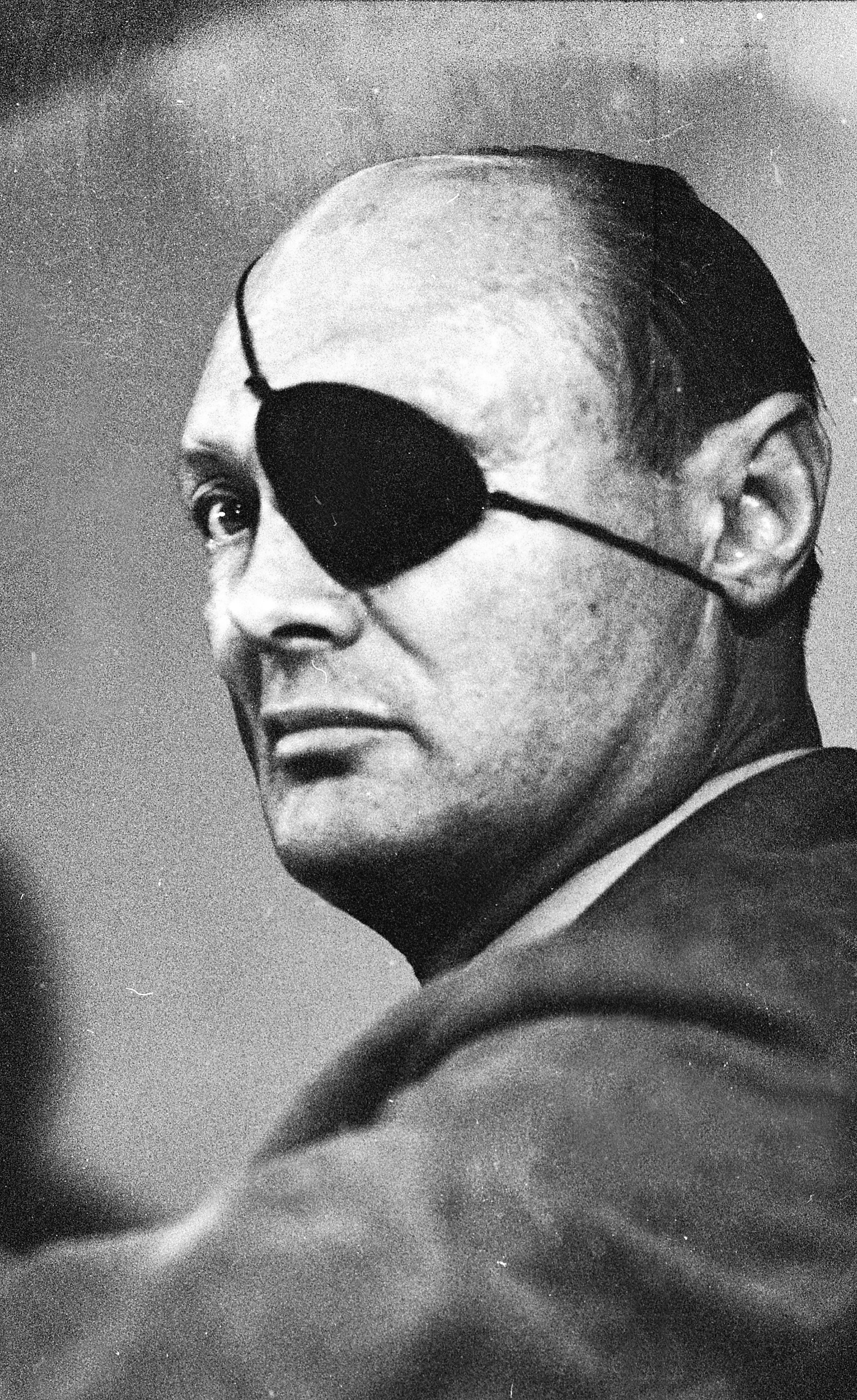
De Israëlische legerleider en politicus Moshe Dayan (hier in 1972) was bekend om zijn ooglapje. Hij verloor zijn linkeroog in 1941, aan het begin van de invasie van Syrië en Libanon, als gevolg van metaal- en glassplinters veroorzaakt door Frans geweervuur.

Een ooglapje is een verband of stukje textiel dat het oog afdekt.

## Toepassing

### Verbinden
Na verwonding of een operatie aan een oog kan het door verband worden afgedekt.

### Verbergen
Een ooglapje kan gebruikt worden om een beschadigd oog te verbergen. Als een oogprothese niet beschikbaar is, kan het gebruikt worden om de lege oogholte af te dekken.

### Behandeling van amblyopie
Bij amblyopie, ook wel een lui oog, wordt ook weleens een afplaksel (ooglapje) over het goede oog heen geplakt, zodat het luie oog gedwongen wordt om goed te functioneren. Zodra dat het geval is, kunnen de ogen weer goed samen functioneren.

### Behandeling van diplopie
Ook bij diplopie (dubbelzien) wordt door een oogspecialist weleens aangeraden een ooglapje te dragen, wat kan bijdragen aan vermindering van de hoofdpijn, duizeligheid of misselijkheid die gepaard gaat met deze vorm van dubbelzien.

### Verkleden
Ooglapjes worden – net zoals een houten been, een haak als handprothese en een papegaai op de schouder – geassocieerd met piraten, omdat die meestal met een ooglapje afgebeeld worden. Ooglapjes worden dan ook vaak gebruikt bij verkleedpartijen zoals kinderfeestjes en carnaval. De kleur van zo'n piratenlapje is meestal zwart, net als de piratenvlag.
Er is geen duidelijke verklaring voor waar dit stereotype beeld vandaan komt. Er bestaan geen afbeeldingen van piraten met een ooglapje die dateren uit de gouden eeuw van de piraterij. Het cliché zou pas zijn ontstaan zo'n honderd jaar nadat (rond 1730) aan die periode van piraterij een einde was gekomen.